# Теплота згоряння
Теплота згоряння (англ. heat of combustion, heat [calorific] value; нім. Verbrennungswärme f, Brennwärme f):
- 1. Тепловий ефект, що супроводжує цілковите згорання певної кількості речовини в кисні до діоксиду вуглецю, води й вищих оксидів інших елементів, залежить від температури, відноситься звичайно до 298 К та 105 Па.
- 2. Кількість теплоти, що виділяється при повному згорянні одиниці маси палива у кисні, в т. зв. калориметричній бомбі. Найважливіший показник для характеристики палива. Визначається хімічним складом горючої речовини.

Теплота згоряння, віднесена до одиниці маси або об'єму палива, називається питомою теплотою згоряння (Дж або кал. на 1 кг, м³ або моль). У англ. системі мір — в одиницях BTU (British Thermal Unit — кількість тепла в калоріях, необхідна для нагрівання 1 англ. фунта води на 1 °Ф). 1 BTU = 1054—1060 Дж = 252—253 кал.
Теплота згоряння може бути віднесена до робочої маси горючої речовини QP, тобто до горючої речовини в тому вигляді, у якому вона надходить до споживача; до сухої маси речовини QC; до горючої маси речовини QΓ, тобто до горючої речовини, що не містить вологи й золи.